# Európai Filmdíj a legjobb színésznek
A legjobb színész (angolul: Best European Actor) elismerés az 1988-ban alapított Európai Filmdíjak egyike, amelyet az Európai Filmakadémia tagjainak szavazata alapján ítélnek oda az év európai filmtermésében legjobb alakítást nyújtott férfi szereplőnek. A díjátadóra felváltva Berlinben, illetve egy-egy európai városban megrendezett gála keretében kerül sor minden év végén.
Az Európai Filmdíjat 1996-ig Felix-díj néven osztották ki. Idővel a kategória elnevezése is változott; a kezdeti legjobb színész nevet az év legjobb színésze, majd a legjobb színész cím váltotta fel.
A végső szavazásra bocsátott jelöltek száma az évek során 3-7 fő között változott, kivéve az 1994-es és 1995-ös évet, amikor a díjat nem osztották ki. 2001-ben a többi öt jelölt mellett a Végakarat ötfős szereplőgárdáját jelölték a díjra.

## Díjazottak és jelöltek
| „Díjazott” – szürkéskék háttérrel   |
| „Jelölt” – világos szürke háttérrel |

### 1980-as évek
| Év                    | Nyertesek és jelöltek | Magyar címe                              | Eredeti címe |
| --------------------- | --------------------- | ---------------------------------------- | ------------ |
| 1988                  |                       |                                          |              |
| Max von Sydow         | Hódító Pelle          | Pelle erobreren                          |              |
| Klaus Maria Brandauer | Hanussen              | Hanussen                                 |              |
| Alfredo Landa         | Eleven erdő           | El bosque animado                        |              |
| Dorel Vişan           | –––                   | Iacob                                    |              |
| Udo Samel             | Forró könnyeimmel     | Mit meinen heißen Tränen                 |              |
| 1989                  |                       |                                          |              |
| Philippe Noiret       | Cinema Paradiso       | Nuovo cinema Paradiso                    |              |
| Daniel Day-Lewis      | A bal lábam           | My Left Foot: The Story of Christy Brown |              |
| Davor Dujmović        | Cigányok ideje        | Dom za vesanje                           |              |
| Eperjes Károly        | Eldorádó              | Eldorádó                                 |              |
| Jozef Kroner          | –––                   | Ti, koyto si na nebeto                   |              |

### 1990-es évek
| Év                   | Nyertesek és jelöltek                           | Magyar címe                       | Eredeti címe           |                        |
| -------------------- | ----------------------------------------------- | --------------------------------- | ---------------------- | ---------------------- |
| 1990                 |                                                 |                                   |                        |                        |
| Kenneth Branagh      | V. Henrik                                       | Henry V                           |                        |                        |
| Gérard Depardieu     | Cyrano de Bergerac                              | Cyrano de Bergerac                |                        |                        |
| Philip Zandén        | –––                                             | Skyddsängeln                      |                        |                        |
| 1991                 |                                                 |                                   |                        |                        |
| Michel Bouquet       | Toto, a hős                                     | Toto le héros                     |                        |                        |
| Claudio Amendola     | A kemény mag                                    | Ultrà                             |                        |                        |
| Richard Anconina     | A kis bűnöző                                    | Le petit criminel                 |                        |                        |
| 1992                 |                                                 |                                   |                        |                        |
| Matti Pellonpää      | Bohémélet                                       | La vie de bohème                  |                        |                        |
| Denis Lavant         | A Pont-Neuf szerelmesei                         | Les amants du Pont-Neuf           |                        |                        |
| Enrico Lo Verso      | A gyermekrabló                                  | Il ladro di bambini               |                        |                        |
| 1993                 |                                                 |                                   |                        |                        |
| Daniel Auteuil       | Dermedt szív                                    | Un cœur en hiver                  |                        |                        |
| Carlo Cecchi         | Egy nápolyi matematikus halála                  | Morte di un matematico napoletano |                        |                        |
| Jan Decleir          | –––                                             | Daens                             |                        |                        |
| 1994                 | Nem osztottak ki díjat                          | Nem osztottak ki díjat            | Nem osztottak ki díjat | Nem osztottak ki díjat |
| 1995                 | Nem osztottak ki díjat                          | Nem osztottak ki díjat            | Nem osztottak ki díjat | Nem osztottak ki díjat |
| 1996                 |                                                 |                                   |                        |                        |
| Ian McKellen         | III. Richard                                    | Richard III                       |                        |                        |
| 1997                 |                                                 |                                   |                        |                        |
| Bob Hoskins          | Hétszer 24                                      | Twenty Four Seven                 |                        |                        |
| Mario Adorf          | Rossini – avagy a gyilkos kérdés: ki kivel hált | Rossini                           |                        |                        |
| Jerzy Stuhr          | Szerelmes történetek                            | Historie miłosne                  |                        |                        |
| Philippe Torreton    | Conan kapitány                                  | Capitaine Conan                   |                        |                        |
| 1998                 |                                                 |                                   |                        |                        |
| Roberto Benigni      | Az élet szép                                    | La vita è bella                   |                        |                        |
| Javier Bardem        | Eleven hús                                      | Carne trémula                     |                        |                        |
| Peter Mullan         | Nevem, Joe                                      | My Name Is Joe                    |                        |                        |
| Ulrich Thomsen       | Születésnap                                     | Festen                            |                        |                        |
| 1999                 |                                                 |                                   |                        |                        |
| Ralph Fiennes        | A napfény íze                                   | A napfény íze                     |                        |                        |
| Anders W. Berthelsen | Mifune utolsó dala                              | Mifunes sidste sang               |                        |                        |
| Rupert Everett       | Az eszményi férj                                | An Ideal Husband                  |                        |                        |
| Götz George          | Mengele – Az igazság nyomában                   | Nichts als die Wahrheit           |                        |                        |
| Philippe Torreton    | Válságállapot                                   | Ça commence aujourd'hui           |                        |                        |
| Ray Winstone         | Hadszíntér                                      | The War Zone                      |                        |                        |

### 2000-es évek
| Év                                                                                                  | Nyertesek és jelöltek                  | Magyar címe                                               | Eredeti címe |
| --------------------------------------------------------------------------------------------------- | -------------------------------------- | --------------------------------------------------------- | ------------ |
| 2000                                                                                                |                                        |                                                           |              |
| Sergi López                                                                                         | Harry csak jót akar                    | Harry, un ami qui vous veut du bien                       |              |
| Jamie Bell                                                                                          | Billy Elliot                           | Billy Elliot                                              |              |
| Bruno Ganz                                                                                          | Tangó és tulipán                       | Pane e tulipani                                           |              |
| Ingvar Eggert Sigurðsson                                                                            | A világegyetem angyalai                | Englar alheimsins                                         |              |
| Krzysztof Siwczyk                                                                                   | Wojaczek                               | Wojaczek                                                  |              |
| Stellan Skarsgård                                                                                   | Aberdeen                               | Aberdeen                                                  |              |
| 2001                                                                                                |                                        |                                                           |              |
| Ben Kingsley                                                                                        | Szexi dög                              | Sexy Beast                                                |              |
| Jesper Christensen                                                                                  | A pad                                  | Bænken                                                    |              |
| Branko Đurić                                                                                        | Senkiföldje                            | No Man's Land                                             |              |
| A Végakarat szereplőgárdája Michael Caine, Tom Courtenay, David Hemmings, Bob Hoskins, Ray Winstone | Végakarat                              | Last Orders                                               |              |
| Michel Piccoli                                                                                      | Hazamegyek                             | Je rentre à la maison                                     |              |
| Stellan Skarsgård                                                                                   | Szembesítés                            | Taking Sides                                              |              |
| 2002                                                                                                |                                        |                                                           |              |
| Sergio Castellitto                                                                                  | Bella Martha Anyám mosolya             | Bella Martha L'ora di religione (Il sorriso di mia madre) |              |
| Javier Bardem                                                                                       | Napfényes hétfők                       | Los lunes al sol                                          |              |
| Javier Cámara                                                                                       | Beszélj hozzá                          | Hable con ella                                            |              |
| Martin Compston                                                                                     | Édes kamaszkor                         | Sweet Sixteen                                             |              |
| Olivier Gourmet                                                                                     | A fiú                                  | Le fils                                                   |              |
| Markku Peltola                                                                                      | A múlt nélküli ember                   | Mies vailla menneisyyttä                                  |              |
| Timothy Spall                                                                                       | Minden vagy semmi                      | All or Nothing                                            |              |
| 2003                                                                                                |                                        |                                                           |              |
| Daniel Brühl                                                                                        | Good bye, Lenin!                       | Good Bye Lenin!                                           |              |
| Chiwetel Ejiofor                                                                                    | Gyönyörű mocsokságok                   | Dirty Pretty Things                                       |              |
| Tómas Lemarquis                                                                                     | Nói albinói                            | Nói albinói                                               |              |
| Luigi Lo Cascio                                                                                     | Szépséges fiatalság                    | La meglio gioventù                                        |              |
| Jean Rochefort                                                                                      | A férfi a vonatról                     | L'homme du train                                          |              |
| Bruno Todeschini                                                                                    | –––                                    | Son frère                                                 |              |
| 2004                                                                                                |                                        |                                                           |              |
| Javier Bardem                                                                                       | A belső tenger                         | Mar adentro                                               |              |
| Daniel Brühl                                                                                        | Edukators                              | Die fetten Jahre sind vorbei                              |              |
| Bruno Ganz                                                                                          | A bukás – Hitler utolsó napjai         | Der Untergang                                             |              |
| Gérard Jugnot                                                                                       | Kóristák                               | Les choristes                                             |              |
| Bogdan Stupka                                                                                       | –––                                    | Szvoi (Свои)                                              |              |
| Birol Ünel                                                                                          | Fallal szemben                         | Gegen die Wand                                            |              |
| 2005                                                                                                |                                        |                                                           |              |
| Daniel Auteuil                                                                                      | Rejtély                                | Caché                                                     |              |
| Romain Duris                                                                                        | Halálos szívdobbanás                   | De battre mon cœur s'est arrêté                           |              |
| Henry Hübchen                                                                                       | Zucker a nyerő!                        | Alles auf Zucker!                                         |              |
| Ulrich Matthes                                                                                      | A kilencedik nap                       | Der neunte Tag                                            |              |
| Jérémie Renier                                                                                      | A gyermek                              | L'enfant                                                  |              |
| Ulrich Thomsen                                                                                      | Testvéred feleségét...                 | Brødre                                                    |              |
| 2006                                                                                                |                                        |                                                           |              |
| Ulrich Mühe                                                                                         | A mások élete                          | Das Leben der Anderen                                     |              |
| Patrick Chesnais                                                                                    | Tétova tangó                           | Je ne suis pas là pour être aimé                          |              |
| Jesper Christensen                                                                                  | Emberölés                              | Drabet                                                    |              |
| Mads Mikkelsen                                                                                      | Esküvő után                            | Efter brylluppet                                          |              |
| Cillian Murphy                                                                                      | Felkavar a szél Reggeli a Plútón       | The Wind That Shakes the Barley Breakfast on Pluto        |              |
| Silvio Orlando                                                                                      | A kajmán                               | Il caimano                                                |              |
| 2007                                                                                                |                                        |                                                           |              |
| Sasson Gabai                                                                                        | A zenekar látogatása                   | Bikur Ha-Tizmoret                                         |              |
| Elio Germano                                                                                        | Testvérem egyedüli gyerek              | Mio fratello è figlio unico                               |              |
| Miki Manojlović                                                                                     | Irina Palm                             | Irina Palm                                                |              |
| James McAvoy                                                                                        | Az utolsó skót király                  | The Last King of Scotland                                 |              |
| Michel Piccoli                                                                                      | Örök szépség                           | Belle Toujours                                            |              |
| Ben Whishaw                                                                                         | A parfüm: Egy gyilkos története (film) | Perfume: The Story of a Murderer                          |              |
| 2008                                                                                                |                                        |                                                           |              |
| Toni Servillo                                                                                       | Il divo – A megfoghatatlan Gomorra     | Il divo Gomorra                                           |              |
| Michael Fassbender                                                                                  | Éhség                                  | Hunger                                                    |              |
| Thure Lindhardt Mads Mikkelsen                                                                      | Láng és citrom                         | Flammen & Citronen                                        |              |
| James McAvoy                                                                                        | Vágy és vezeklés                       | Atonement                                                 |              |
| Jürgen Vogel                                                                                        | A hullám                               | Die Welle                                                 |              |
| Elmar Wepper                                                                                        | Cseresznyevirágzás                     | Kirschbluten – Hanami                                     |              |
| 2009                                                                                                |                                        |                                                           |              |
| Tahar Rahim                                                                                         | A próféta                              | Un prophète                                               |              |
| Moritz Bleibtreu                                                                                    | A Baader-Meinhof csoport               | Der Baader Meinhof Komplex                                |              |
| Steve Evets                                                                                         | Barátom, Eric                          | Looking for Eric                                          |              |
| David Kross                                                                                         | A felolvasó                            | The Reader                                                |              |
| Dev Patel                                                                                           | Gettómilliomos                         | Slumdog Millionaire                                       |              |
| Filippo Timi                                                                                        | –––                                    | Vincere                                                   |              |

### 2010-es évek
| Év                       | Nyertesek és jelöltek           | Magyar címe                         | Eredeti címe |
| ------------------------ | ------------------------------- | ----------------------------------- | ------------ |
| 2010                     |                                 |                                     |              |
| Ewan McGregor            | Szellemíró                      | The Ghost Writer                    |              |
| Jakob Cedergren          | Submarino                       | Submarino                           |              |
| Elio Germano             | Életünk                         | La nostra vita                      |              |
| George Piştereanu        | Fütyülök az egészre             | Eu când vreau să fluier, fluier     |              |
| Luis Tosar               | 211-es cella                    | Celda 211                           |              |
| 2011                     |                                 |                                     |              |
| Colin Firth              | A király beszéde                | The King's Speech                   |              |
| Jean Dujardin            | The Artist – A némafilmes       | The Artist                          |              |
| Mikael Persbrandt        | Egy jobb világ                  | Hævnen                              |              |
| Michel Piccoli           | Van pápánk!                     | Habemus Papam                       |              |
| André Wilms              | Kikötői történet                | Le Havre                            |              |
| 2012                     |                                 |                                     |              |
| Jean-Louis Trintignant   | Szerelem                        | Amour                               |              |
| François Cluzet Omar Sy  | Életrevalók                     | Intouchables                        |              |
| / Michael Fassbender     | A szégyentelen                  | Shame                               |              |
| Mads Mikkelsen           | A vadászat                      | Jagten                              |              |
| Gary Oldman              | Suszter, szabó, baka, kém       | Tinker Tailor Soldier Spy           |              |
| 2013                     |                                 |                                     |              |
| Toni Servillo            | A nagy szépség                  | La grande bellezza                  |              |
| Jude Law                 | Anna Karenina                   | Anna Karenina                       |              |
| Johan Heldenbergh        | Alabama és Monroe               | The Broken Circle Breakdown         |              |
| Fabrice Luchini          | A házban                        | Dans la maison                      |              |
| Tom Schilling            | Oh Boy!                         | Oh Boy!                             |              |
| 2014                     |                                 |                                     |              |
| Timothy Spall            | Mr. Turner                      | Mr. Turner                          |              |
| Brendan Gleeson          | Kálvária                        | Calvary                             |              |
| Tom Hardy                | Locke – Nincs visszaút          | Locke                               |              |
| Alekszej Szerebrjakov    | Leviatán                        | Левиафан                            |              |
| Stellan Skarsgård        | A nimfomániás                   | Nymphomaniac                        |              |
| 2015                     |                                 |                                     |              |
| Michael Caine            | Ifjúság                         | Youth                               |              |
| Tom Courtenay            | 45 év                           | 45 Years                            |              |
| Colin Farrell            | A homár                         | The Lobster                         |              |
| Christian Friedel        | –––                             | Elser – Er hätte die Welt verändert |              |
| Vincent Lindon           | Mennyit ér egy ember?           | La loi du marché                    |              |
| 2016                     |                                 |                                     |              |
| Peter Simonischek        | Toni Erdmann                    | Toni Erdmann                        |              |
| Javier Cámara            | Truman                          | Truman                              |              |
| Hugh Grant               | Florence – A tökéletlen hang    | Florence Foster Jenkins             |              |
| Dave Johns               | Én, Daniel Blake                | I, Daniel Blake                     |              |
| Burghart Klaußner        | Az állam Fritz Bauer ellen      | Der Staat gegen Fritz Bauer         |              |
| Rolf Lassgård            | Az ember, akit Ovénak hívnak    | En man som heter Ove                |              |
| 2017                     |                                 |                                     |              |
| Claes Bang               | A négyzet                       | The Square                          |              |
| Colin Farrell            | Egy szent szarvas meggyilkolása | The Killing of a Sacred Deer        |              |
| Josef Hader              | Stefan Zweig – Búcsú Európától  | Stefan Zweig: Farewell to Europe    |              |
| Nahuel Pérez Biscayart   | 120 dobbanás percenként         | 120 battements par minute           |              |
| Jean-Louis Trintignant   | Happy End                       | Happy End                           |              |
| 2018                     |                                 |                                     |              |
| Marcello Fonte           | Dogman – Kutyák királya         | Dogman                              |              |
| Jakob Cedergren          | A bűnös                         | Den Skyldige                        |              |
| Rupert Everett           | A boldog herceg                 | The Happy Prince                    |              |
| Sverrir Gudnason         | Borg/Mcenroe                    | Borg McEnroe                        |              |
| Tomasz Kot               | Hidegháború                     | Zimna wojna                         |              |
| Victor Polster           | Lány                            | Girl                                |              |
| 2019                     |                                 |                                     |              |
| Antonio Banderas         | Fájdalom és dicsőség            | Dolor y gloria                      |              |
| Jean Dujardin            | Tiszt és kém – A Dreyfus-ügy    | J'accuse                            |              |
| Pierfrancesco Favino     | Az első áruló                   | Il traditore                        |              |
| Levan Gelbakhiani        | És aztán táncoltunk             | And Then We Danced                  |              |
| Alexander Scheer         | Gundermann                      | Gundermann                          |              |
| Ingvar Eggert Sigurðsson | A legfehérebb nap               | Hvítur, Hvítur Dagur                |              |

### 2020-as évek
| Év                             | Nyertesek és jelöltek    | Magyar címe              | Eredeti címe |
| ------------------------------ | ------------------------ | ------------------------ | ------------ |
| 2020                           |                          |                          |              |
| Mads Mikkelsen                 | Még egy kört mindenkinek | Druk                     |              |
| Bartosz Bielenia               | Corpus Christi           | Boże Ciało               |              |
| Elio Germano                   | El akartam rejtőzni      | Volevo nascondermi       |              |
| Goran Bogdan                   | –––                      | Otac                     |              |
| Luca Marinelli                 | Martin Eden              | Martin Eden              |              |
| / Viggo Mortensen              | Zuhanás                  | Falling                  |              |
| 2021                           |                          |                          |              |
| Anthony Hopkins                | Az apa                   | The Father               |              |
| Tahar Rahim                    | A mauritániai            | The Mauritanian          |              |
| Jurij Alekszandrovics Boriszov | Hatos fülke              | Hytti nro 6              |              |
| Franz Rogowski                 | Nagy szabadság           | Grosse Freiheit          |              |
| Vincent Lindon                 | Titán                    | Titane                   |              |
| 2022                           |                          |                          |              |
| / Zlatko Burić                 | A szomorúság háromszöge  | Triangle of Sadness      |              |
| Eden Dambrine                  | Közel                    | Close                    |              |
| Pierfrancesco Favino           | –––                      | Nostalgia                |              |
| Elliott Crosset Hove           | Isten földje             | Vanskabte Land           |              |
| Paul Mescal                    | Volt egyszer egy nyár    | Aftersun                 |              |
| 2023                           |                          |                          |              |
| Mads Mikkelsen                 | A fattyú                 | Bastarden                |              |
| Christian Friedel              | Érdekvédelmi terület     | The Zone of Interest     |              |
| Josh O’Connor                  | A kiméra                 | La chimera               |              |
| Thomas Schubert                | Tűzvörös égbolt          | Roter Himmel             |              |
| Jussi Vatanen                  | Hulló levelek            | Kuolleet lehdet          |              |
| 2024                           |                          |                          |              |
| / Abou Sangare                 | –––                      | L’Histoire de Souleymane |              |
| Daniel Craig                   | Queer                    | Queer                    |              |
| Lars Eidinger                  | Haldoklás, de komédia    | Sterben                  |              |
| Ralph Fiennes                  | Konklávé                 | Conclave                 |              |
| Franz Rogowski                 | Bird                     | Bird                     |              |

## Statisztika
A statisztika a 2023. évi díjátadó gálával bezárólag készült.

### Két vagy több alkalommal díjazott színészek
- 2 alkalommal:  Daniel Auteuil (1993, 2005)
- 2 alkalommal:  Toni Servillo (2008, 2013)
- 2 alkalommal:  Mads Mikkelsen (2020, 2023)

### Két vagy több alkalommal jelölt színészek
(Vastagítva a díjazott évek.)
- 5 alkalommal:  Mads Mikkelsen (2006, 2008, 2012, 2020, 2023)
- 3 alkalommal:  Javier Bardem (1998, 2002, 2004)
- 3 alkalommal:  Michel Piccoli (2001, 2007, 2011)
- 3 alkalommal:  Stellan Skarsgård (2000, 2001, 2014)
- 3 alkalommal:  Elio Germano (2007, 2010, 2020)
- 2 alkalommal:  Toni Servillo (2008, 2013)
- 2 alkalommal:  Daniel Auteuil (1993, 2005)
- 2 alkalommal:  Daniel Brühl (2003, 2004)
- 2 alkalommal:  Michael Caine (2001, 2015)
- 2 alkalommal:  Javier Cámara (2002, 2016)
- 2 alkalommal:  Jesper Christensen (2001, 2006)
- 2 alkalommal:  Bob Hoskins (1997, 2001)
- 2 alkalommal:  Timothy Spall (2002, 2014)
- 2 alkalommal:  Rupert Everett (1999, 2018)
- 2 alkalommal:  Ralph Fiennes (1999, 2024)
- 2 alkalommal:  Ingvar Eggert  Sigurðsson (2000, 2019)
- 2 alkalommal:  Tom Courtenay (2001, 2015)
- 2 alkalommal: / Michael Fassbender (2008, 2012)
- 2 alkalommal:  Bruno Ganz (2000, 2004)
- 2 alkalommal:  James McAvoy (2007, 2008)
- 2 alkalommal:  Cillian Murphy (2006, 2006)
- 2 alkalommal:  Franz Rogowski (2021, 2024)
- 2 alkalommal:  Jakob Cedergren (2010, 2018)
- 2 alkalommal:  Jean-Louis Trintignant (2012, 2017)
- 2 alkalommal:  Colin Farrell (2015, 2017)
- 2 alkalommal:  Jean Dujardin (2011, 2019)
- 2 alkalommal:  Tahar Rahim (2009, 2021)
- 2 alkalommal:  Vincent Lindon (2015, 2021)
- 2 alkalommal:  Pierfrancesco Favino (2019, 2022)
- 2 alkalommal:  Christian Friedel (2015, 2023)
- 2 alkalommal:  Ulrich Thomsen (1998, 2005)
- 2 alkalommal:  Philippe Torreton (1997, 1999)
- 2 alkalommal:  Ray Winstone (1999, 2001)